# Atropisoma elegans
Atropisoma elegans är en mångfotingart som beskrevs av Filippo Silvestri 1897. Atropisoma elegans ingår i släktet Atropisoma och familjen orangeridubbelfotingar. Inga underarter finns listade i Catalogue of Life.